# نايل بيرك
نايل بيرك (بالإنجليزية: Niall Burke)‏ هو لاعب قذف أيرلندي، ولد في 21 مايو 1991 في غالواي في جمهورية أيرلندا.